# Torneo de Washington 2011
El Torneo de Washington es un evento de tenis que se disputa en Washington, Estados Unidos,  se juega entre el 31 de julio y el 7 de agosto de 2011.

## Campeones
- Individuales masculinos:  Radek Štěpánek derrota a   Gael Monfils por 6-4 y 6-4.

- Dobles masculinos:  Michael Llodra /  Nenad Zimonjic derrotaron a  Robert Lindstedt /  Horia Tecau por 6-7(3), 7-6(6) y [10-7].